# Lagynogaster fujianensis
Lagynogaster fujianensis är en tvåvingeart som beskrevs av Shi 1995. Lagynogaster fujianensis ingår i släktet Lagynogaster och familjen rovflugor.
Artens utbredningsområde är Fujian (Kina). Inga underarter finns listade i Catalogue of Life.